# 杜富国
杜富国（1991年12月3日—），贵州湄潭人，现任南部战区陆军微信公众号播音员，陆军二級軍士長军衔。2018年10月11日，时任中国人民解放军南部战区陆军云南扫雷大队四队作业组组长，在边境扫雷行动中为掩护战友身负重伤，失去双手和双眼，被授予“排雷英雄战士”荣誉称号、个人一等功。

## 生平
杜富国1991年12月生于贵州省遵义湄潭县兴隆镇太平村，家里有三个弟妹，分别叫杜富佳、杜富民、杜富强。其中杜富佳为护士，杜富民是一名医生，杜富强也是一名军人。2010年12月入伍，2016年11月加入中国共产党。
为解决二十世纪七八十年代对越自卫反击战、两山轮战遗留下的大量地雷和爆炸物，2015年6月15日，经国务院办公厅、中央军委办公厅批准，成都军区抽调部队组建了中越边境云南段扫雷指挥部，开展中越边境第三次大面积扫雷，涉及云南文山州、红河州6县30多个乡镇、雷场达113块、总面积81.7平方公里。杜富国主动申请加入扫雷部队，三年来已进出雷场千余次，累计作业300余天，搬运扫雷爆破筒15余吨，在14个雷场累计排除地雷和爆炸物2400余枚（件），处置各类险情20多起。
2018年10月11日下午2时40分，在云南省文山州麻栗坡县坝子村的扫雷作业过程，杜富国在查明一颗67式木柄手榴弹有无诡计设置时手榴弹爆炸，为掩护战友承受了大部分爆炸冲击波与弹片，防护服被炸成棉絮状，失去了双手和双眼，当场昏迷休克。在运往猛硐乡卫生院、麻栗坡县人民医院、解放军第926医院治疗后，伤势得到控制。杜富国负伤后，部队、地方组成的慰问团前来探望慰问。经过治疗，杜富国已经进入康复阶段，将装上假肢。

## 后续
2018年11月16日下午，在杜富国负伤的坝子雷场，南部战区陆军云南扫雷大队官兵用手拉手徒步检验的方式把最后一块已扫雷场移交给当地百姓，标志着中越边境云南段第三次大面积扫雷作战行动圆满结束。三年来部队对中越边境云南段57.6平方公里的雷区进行彻底排除，并协助地方党委政府对24.1平方公里的雷区实施永久封围，共人工搜排出地雷和各种爆炸物19.82万枚（发），有2名扫雷战士壮烈牺牲，近40名官兵英勇负伤。接下来部队将前往中越边境广西段继续扫雷。
杜富国之后担任南部战区陆军微信公众号播音员。

## 荣誉
杜富国曾获得嘉奖两次，被表彰为“优秀士兵”、“优秀士官”各一次。
2018年11月18日，南部战区陆军决定授予杜富国一等功。11月24日南部战区陆军云南扫雷大队大队长陈安游、政委周文春来到病房，为杜富国颁授立功证书和军功章。
在2018年11月29日的国防部例行记者会上，国防部新闻局副局长、国防部新闻发言人任国强大校赞扬杜富国面对危险、舍己救人，用实际行动书写了新时代革命军人的使命担当，并向杜富国同志致以崇高的敬意，对他的家人表示诚挚的慰问。
2019年1月25日，与李庆昆、候国领、杨祥国、蒯威、刘加平、吕建民、钱立志、张尚年、冷雪冰等9位优秀军人一齐被表彰为陆军首届“四有”新时代革命军人标兵，接受了陆军司令员韩卫国上将、政治委员刘雷上将亲自表彰，韩卫国称赞杜富国“主动请缨去扫雷，危险面前‘让我来’，身受重伤很坚强，是了不起的英雄”，在颁奖时深情拥抱杜富国并落泪，引起了巨大反响。
2019年2月，当选为2018年感动中国年度人物。同年5月，中共中央宣传部授予其“时代楷模”称号，其事迹向全社会宣传发布。同年7月2日，中宣部、中央军委政治工作部、共青团中央于人民大会堂联合举行杜富国同志先进事迹报告会。
2019年7月31日，中央军委主席习近平签署命令，授予杜富国“排雷英雄战士”荣誉称号。同年9月被授予“全国敬业奉献模范”荣誉称号。
2022年7月27日，成为第二批八一勋章受勋者之一。